# 六四事件二十五周年
2014年是六四天安门事件25周年，世界各地举办了多個纪念活动。

## 香港

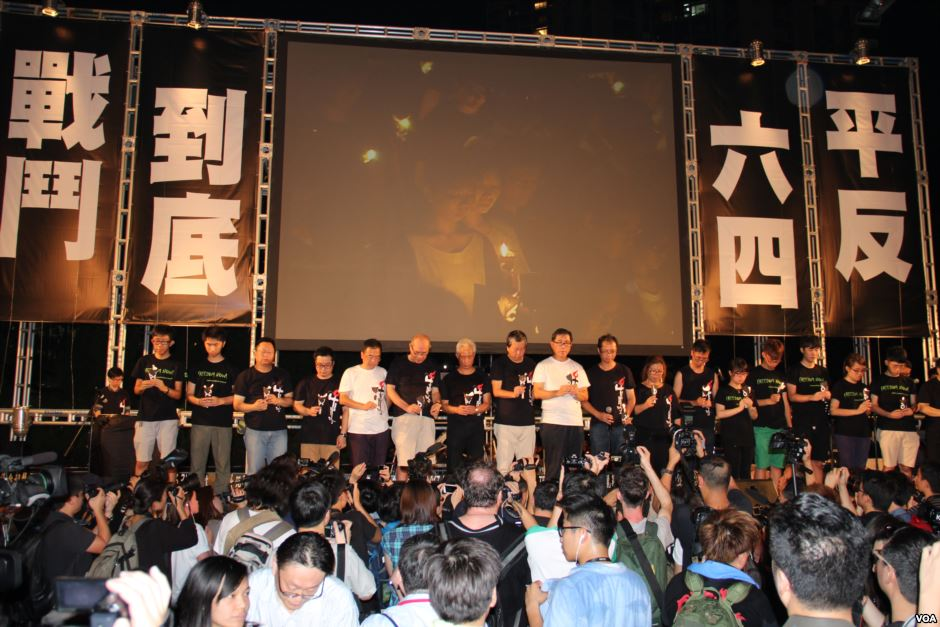
2014年纪念六四25周年香港维园烛光晚会

2014年6月4日当晚，10多万香港人云集铜锣湾维多利亚公园，参加由香港市民支援愛國民主運動聯合會主办的纪念八九民运六四屠城25周年的年度烛光晚会。25年来，香港每年纪念六四活动的规模在全球最为庞大。2014年参加烛光晚会的市民中虽然有许多老、中年人，但是年轻人的面孔占至少一半，显示香港年轻人的参与越来越明显。另外，在最靠近主席台的球场，聚集大约百多位来自中国大陆的人士。支联会在晚会结束前宣布有18万人参加，而警方则称高峰时有9.95万人，是除了2010年警方估算的11.3万人以外的最高纪录。“天安门母亲”运动每年都会录制短片在大会上播放，但支联会主席李卓人表示，由于今年无法联系上“天安门母亲”，只好播放支联会献给“天安门母亲”的音乐录像。晚会还播放了包括王丹、吾尔开希、封从德、周锋锁、王军涛、严家其等8位八九民运领袖的录像讲话。被当局视为六四黑手之一的前中共改革派领导人赵紫阳政治智囊严家其说，香港的六四悼念不仅只为死难者，也是为了维护正义、保卫言论集会自由。他表示，香港的六四烛光悼念活动将影响全中国，声音传遍全球。首次参加香港维园六四烛光晚会的中国大陆知名维权律师滕彪，受邀在大会上发言。
在维园六四集会结束后，约200名来自香港大學、香港中文大學、香港城市大學等多间大学的学联成员和社民连的成员，10点多从维园遊行前往中联办。由于学联刻意不向警方申请不反对通知书，因此，游行队伍从开始到到达湾仔期间，多次受到警方的阻截和包围，其间甚至发生推搡和混乱，以及警方干扰记者采访，导致记者受伤的情况。

## 澳门
2014年6月4日澳門六四燭光集會在議事亭前地举办，為配合六四25周年纪念活动，主辦單位印製3000份紀念冊派發。主辦單位于6月4日下午開始佈置纪念場地，并播放當年講述六四屠杀事件始末的短片，有很多遊客和市民駐足觀看，之前發起萬人上街、要求當局撤回離任高官保障法案的澳門良心成員蘇嘉豪也到場支持集会。主办方表示3000本場刊被派光，高峰時估計有超过3000人參與，打破历史紀錄。

## 台湾
2014年6月4日晚上，台北自由广场举办了主题为 “路过天安门，人人坦克人”六四25周年纪念晚会，主办单位以在八九六四民运期间阻挡坦克的坦克人精神为主题，在晚会舞台上架起有成排坦克车的天安门大型图像，纪念六四民运时那位无名坦克人的勇敢精神。晚会组织者和工作人员主要是台湾学生促进中国民主化工作会，也是参与太阳花学运的学生，另外还有包括华人民主书院、台湾关怀中国人权联盟等二十多个公民团体的支持。晚会参与者很多是年轻的学生和社会人士。
纪念晚会分三部分，第一部分是“悼念昨日六四”，由八九民运学生领袖吾尔开希和民运人士杨建利等人发表讲话。在美国参与六四纪念活动的王丹也通过录像发表谈话。他们都呼吁在场的台湾民众不要忘记六四，也对过去25年来台湾人民对中国民运人士的支持表达感谢之意。第二部分是“声援今日中国”，由台湾关怀中国人权联盟理事长杨宪宏讨论中国大陆人权状况，知名流亡作家余杰上台谈中国对宗教自由的迫害，另外也有西藏流亡人士和法轮功人士讨论他们受到的压迫。台湾许多公民团体也上台声援目前被中国政府逮捕和拘留的异议人士、政治犯和良心犯。第三部分是“提出明日诉求”，演讲者大部分是太阳花学运的参与者和领袖，包括律师顾立雄、学生领袖陈为廷和魏扬等人。他们提出的诉求包括呼吁中国政府平反六四，调查真相，并追究当时违法镇压之下令者和执行者的法律责任。另外，他们敦促中国政府释放良心犯，并停止滥押异议人士，并呼吁台湾政府和中国政府在进行任何两岸交流的时候必须以人权为前提。
晚会上，参与的学生还点蜡烛表示哀悼，并有牧师带领群众祈祷来祈福。最后，学生朗读了中华民国前总统李登辉的六四25周年祈祷文，为晚会做总结。李登辉因年长和安全问题而无法到场参与晚会。
总统马英九6月4日早上发表六四25周年省思。他在声明中表示，面对六四这样巨大的历史伤口，他衷心希望大陆当局能认真思考，尽速平反，确保永远不再发生这样的悲剧。马英九还说，拉近两岸人民心理距离最有效的方法，就是大陆善待异议人士。这个行动可以让台湾人眼睛一亮，比在经济上对台湾让利，更能赢得两岸人民与国际社会的肯定与尊敬。
针对马英九的六四感言，台湾民进党发言人徐佳青表示，这是马英九六年来首度强烈的对此发表谈话，虽然是迟到了些，但是民进党还是认为发表这样的谈话是有必要的，对内容予以尊重。民进党6月4日也发表了对“六四25周年的立场与主张”声明。声明表示，民进党对于最近中国有十多名维权人士遭逮捕，以及前往香港参加六四研讨会的台湾教授曾建元遭到香港政府以签证有问题而拒绝入境，感到非常遗憾。另外，民进党表示，声援因主张民主改革而遭不当待遇的异议人士，并呼吁北京政府，面对六四历史，以民主与人权原则对待民主人士。他们并敦促中国政府回应人民诉求，启动民主改革工程。

## 美国

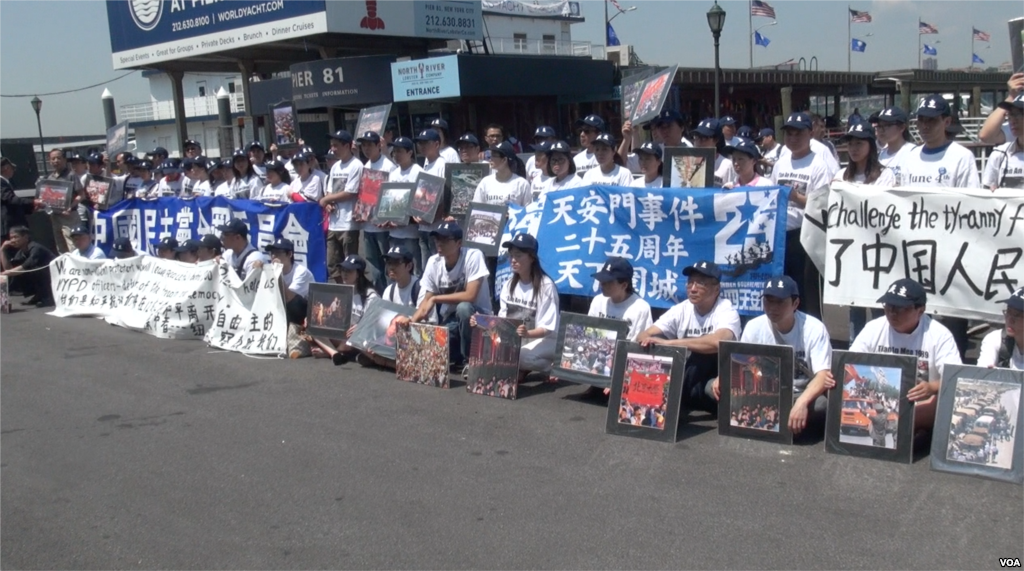
“天下围城”在总领馆前的抗议活动

2014年6月3日，在纽约曼哈顿和法拉盛两地举办持续一天的纪念六四25周年活动。年轻人是这次纪念活动的主力，他们在了解六四真相后加入了抗议队伍，对六四历史真相的研究，显示政府当年有能力用和平方式解决天安门事件。在哈德逊河边制定示威区内，示威者拉开了数条长长的横幅，抗议中共1989年六四屠杀，要求释放高瑜、刘晓波、高智晟、许志永等所有政治犯。一项以揭示六四真相、反思25年历史经验为特点的研讨会，中午1点在纽约法拉盛的来来喜来登酒店举行。参与者胡平在演讲中表示，六四屠杀不但阻断了中国的政治改革，而且也把中国的经济改革引向邪路。称六四枪声一响变偷为抢。傍晚，“天下围城”悼念天安门死难者的烛光晚会在纽约的时报广场举行。烛光晚开始不久便下起大雨，与会者在雨中坚持持续3个多小时，将全部议程进行完毕。最后他们举起了电子蜡烛，唱着六四的歌曲，缅怀25年前在天安门镇压中死去的人们。
美国国务院在六四事件25周年之际举行一个有关“六四”的新书发布会来纪念这个日子。美国国务院高级官员在发布会上说，“六四”至今还影响着中国、中国人的生活，甚至全世界人们的生活。 同时，国务院另一官员在《华盛顿邮报》上撰文称， 这是一个没有人庆祝的25周年，并呼吁中国接受自己痛苦的历史。
“全美中国学生学者自治联合会”（简称“学自联”）依据过去20多年来的传统，在中国驻美大使馆前面举行了纪念会。会上，“学自联”理事长黄慈萍为李承鹏和刘贤斌两位在中国的民主人士颁发了本年度的“自由精神奖”，并为当年只身挡坦克的“王维林”举行了塑像的揭幕仪式。会上还播放了“天安门母亲”代表尤维洁女士特地从北京录制的一段录音。

## 英国
中国驻英国大使馆官员2014年6月4日对在使馆门前为六四25周年和六四死难者献花的人士动粗，迫使倫敦警察出面干预。2014年6月4日上午，特赦国际英国分部主任凯特·艾伦和被中国监禁的著名民运人士王炳章的女儿王天安，走上中国使馆门前的台阶，把献给六四25周年的一束玫瑰放在地上。就在她们直起身来的那一刻，一名中国使馆官员在她们身后突然用力一推，使她们跌进台阶下的人群。警察立即出面，让中国官员回到使馆内。特赦国际在新闻稿中说，目睹这一场面的警察劝说两位女士向警方提交受到暴力攻击的报告。

## 其他
《参与》網站指責於去年註冊北京環中網與香港的擊缶客在此時，冒用六四事件等民運人物，散發造謠誹謗，如環中網編造假的〈全球紀念六四25周年網路大會〉紀要。

## 外部連結
- 美国之音：六四事件25周年 （页面存档备份，存于）
- 六四日历翻过，北京政府何时翻过历史？ （页面存档备份，存于）
- 李登辉：遗憾中共以暴力镇应回应「六四」历史机遇 （页面存档备份，存于）